# Crossover (Star Trek: Deep Space Nine)
"Crossover" és el 23è episodi de la segona temporada de la sèrie de televisió de ciència-ficció estatunidenca Star Trek: Deep Space Nine, el 43è de tota la sèrie. Originalment es va emetre en redifusió a partir del 16 de maig de 1994. Aquest episodi va ser escrit per Peter Allan Fields i Michael Piller, i dirigit per David Livingston.
Ambientada al segle XXIV, la sèrie segueix les aventures a Espai Profund 9, una estació espacial situada prop d'un forat de cuc estable entre els Quadrants Alfa i Gamma de la Via Làctia, prop del planeta Bajor, mentre els bajorans es recuperen d'una brutal ocupació de dècades pels imperialistes cardassians. En aquest episodi, la primera oficial Kira i el doctor Bashir tenen una aventura a l'Univers mirall de Star Trek, un escenari d'universos paral·lels introduït a l'episodi "Mirall, mirall" de la sèrie original Star Trek. És el primer dels cinc episodis de Deep Space Nine que impliquen l'Univers Mirall.

## Argument
Després d'experimentar dificultats operatives mentre viatgen pel forat de cuc, la major Kira i el doctor Bashir es troben en un univers alternatiu poblat per dobles exactes de les persones del seu propi univers. En aquest univers, el forat de cuc és desconegut i els terrans (és a dir, humans) són esclaus; "Espai Profund 9" és una estació minera dirigida per l'intendent, la contrapart de Kira, amb Garak com el seu segon al comandament i Odo supervisant els esclaus terrans. Mentre Bashir és enviat a treballar en el processament de minerals, l'intendent explica a Kira sobre la visita de James T. Kirk a aquest univers fa un segle; ; aquell incident va conduir a la formació d'una poderosa aliança entre els klíngons, els cardassians i els bajorans, i a l'eventual conquesta dels terrans.
Bashir intenta convèncer Miles O'Brien, un company esclau, perquè configuri els transportadors per ajudar Kira i Bashir a tornar a casa, però l'O'Brien, apallissat i ofès, no està disposat a arriscar-se a la ira dels seus superiors. Mentrestant, Kira gairebé aconsegueix obtenir ajuda del taverner Quark, però és arrestat i executat per Garak per ajudar els terrans a escapar de l'estació. Kira coneix la contrapart de Benjamin Sisko a l'Univers Mirall, que rep un millor tracte que els altres terrans per dur a terme pirateria en nom de l'aliança klíngon-cardassiana.
L'intendent assegura a Kira que no té res a témer i suggereix que s'haurien d'apropar més. Més tard, Garak li diu a Kira que té la intenció de matar l'intendent, i que deixarà escapar Kira i Bashir si ella personifica l'intendent i cedeix el poder a Garak; Bashir serà assassinat si no ho fa.
Kira li diu a Bashir que han de trobar una manera de tornar al seu runabout i escapar a través del forat de cuc. Intenta reclutar l'ajuda de Sisko, però ell no s'immuta. Aquella nit, Garak es prepara per posar en pràctica el seu pla en una festa fastuosa organitzada per l'intendent. Mentrestant, un accident a la planta de processament de mineral dóna a Bashir l'oportunitat d'escapar, matant Odo en el procés.
Bashir convenç O'Brien perquè ajudi, però els dos són capturats i portats a enfrontar-se a l'intendent, que els condemna a mort. O'Brien fa un discurs apassionat, dient a la multitud reunida el que Bashir ha revelat sobre un univers on els terrans tenen respecte i dignitat. Les seves paraules commouen Sisko, que es gira contra l'intendent i ajuda Kira i Bashir a escapar. Els dos tornen al seu univers, deixant que els homòlegs de Sisko i O'Brien lluitin pels drets dels terrans al seu propi món.

## Actors convidats
- Andrew J. Robinson - Garak
- John Cothran Jr. - Telok

## Producció
El títol provisional de l'episodi era "Detour".
S'havia proposat diverses vegades una seqüela d'Un univers mirall durant la producció de la sèrie "Star Trek: La nova generació", però va ser rebutjada repetidament. Tanmateix, Michael Piller estava obsessionat per la idea de l'impacte que va tenir la visita de Kirk a l'univers mirall i com va evolucionar posteriorment. La idea que l'Imperi Terrà havia caigut des de llavors a causa de les reformes de Spock es remunta a Robert Hewitt Wolfe. Així, també va proporcionar una justificació retrospectiva per a la brutalitat de l'Imperi vista a "Mirall, mirall". Wolfe ho va veure com una necessitat a causa d'una amenaça externa dels "bàrbars" (klíngons i cardassians).
Originalment, es va planejar que Michael Dorn assumís un paper de convidat, interpretant la versió de l'univers mirall de Worf de la sèrie Star Trek: La nova generació. Tanmateix, Dorn estava ocupat filmant l'últim episodi doble de la sèrie, "Totes les coses bones...". El paper originalment pensat per a Worf va ser donat a Garak, i el paper originalment escrit per a Garak va ser substituït pel personatge recentment creat Telok.

## Continuïtat
Aquest va ser el primer de cinc episodis de l'univers mirall de Star Trek: Deep Space Nine: "Crossover", "Through the Looking Glass", "Shattered Mirror", "Resurrection", i "The Emperor's New Cloak".
La versió de l'univers mirall d'Odo porta un cinturó a l'uniforme. A René Auberjonois li va agradar tant l'efecte que va començar a portar el cinturó mentre també interpretava el personatge normal d'Odo.

## Recepció
El 2013 Keith DeCandido el va qualificar a "tor.com" com un bon episodi de "Star Trek: Deep Space Nine". Va trobar una mica inversemblant que els personatges principals de la sèrie coincidissin casualment al mateix lloc de l'Univers Mirall, tot i que aquest univers havia experimentat un desenvolupament completament diferent. Tanmateix, va argumentar, això simplement s'havia d'acceptar perquè la història funcionés bé. Va elogiar les actuacions d'Avery Brooks com a pirata i de Nana Visitor en el seu doble paper.
Una guia de marató de sèries del 2015 per a Star Trek: Deep Space Nine de Wired recomanava no saltar-se aquest episodi essencial.
El 2016, The Hollywood Reporter va classificar "Crossover" com el 78è millor episodi de tots els episodis de Star Trek. Assenyalen que aquest episodi fa referència als esdeveniments de l'Univers Mirall que van ocórrer a l'episodi "Mirall, mirall" i que això millora l'episodi.
El 2017, SyFy va classificar aquest com el segon millor episodi d'Univers mirall de Star Trek dels set que s'havien emès fins aleshores.
El 2020, io9 va classificar aquest com un dels episodis "imprescindibles" de Star Trek: Deep Space Nine.
El 2020, la revista i el lloc web de ciència-ficció del Regne Unit SciFiNow van classificar aquest com un dels deu millors episodis de Star Trek: Deep Space Nine, i van assenyalar que l'actriu Nana Visitor semblava divertir-se interpretant la seva bessona malvada de l'univers mirall.

## Llançaments
Aquest episodi es va publicar en VHS amb "Collaborator" en un casset VHS, Star Trek: Deep Space Nine Vol. 22 - Crossover/The Collaborator.
L'1 d'abril de 2003, la segona temporada de Star Trek: Deep Space Nine es va publicar en discs de vídeo DVD, amb 26 episodis en set discs.
Aquest episodi formava part de l'Alternate Realities Fan Collective i incloïa un comentari del director de l'episodi, David Livingston.
Aquest episodi es va publicar el 2017 en DVD amb la sèrie completa en caixa recopilatòria, que tenia 176 episodis en 48 discs.